# Consensus de Monterrey
Le consensus de Monterrey est le consensus atteint par l'accord issu de la Conférence sur le financement du développement qui s'est tenue du 18 au 22 mars 2002, à Monterrey au Mexique. Elle consacre la nécessité pour les pays développés d'apporter une assistance financière aux pays en développement et aux pays les moins avancés sous forme d'aide publique au développement.

## Contexte
Le consensus de Washington fait face, au début des années 2000, à des critiques croissantes. Une conférence internationale est organisée pour définir les contours d'un consensus mondial au sujet du développement des pays pauvres. Elle se tient du 18 au 22 mars 2002 à Monterrey, au Mexique.

## Contenu
Il s'agit d'un nouveau partenariat pour le développement, qui cible notamment les pays les moins avancés. Il reconnaît la nécessité pour les pays développés d'aider les pays en développement grâce à un commerce plus ouvert et une aide publique au développement plus importante. Les États signataires se sont notamment engagés à dédier chaque année 0,7% de leur PNB à l'aide publique au développement. Il reconnaît par ailleurs l'importance des processus de rééchelonnement et d'annulation de dette, tels que pratiqués par le club de Paris notamment. Enfin, il pose comme condition le critère de la bonne gouvernance, clef du développement.
La question des biens publics mondiaux, évoquée dans les travaux préparatoires, n'est pas retenue dans le texte final.

## Postérité
Le consensus de Monterrey a connu une postérité importante. En 2008 a eu lieu, au Qatar, la Deuxième conférence mondiale sur le financement du développement, dont l'objectif était d'adjoindre au consensus de Monterrey des engagements liants. Plusieurs sommets ultérieurs se sont inscrits dans ce sillage.